# Beaux-Arts Mons
Pour les articles homonymes, voir BAM.
Les Beaux-Arts Mons, ou le BAM, est un espace culturel situé dans la ville belge de Mons. C’est la nouvelle dénomination du Musée des beaux-arts de Mons à la suite de la finalisation de sa restauration depuis le début 2007. L’histoire de ce musée débuta en 1885 lorsqu'un Montois du nom d'Henri Glépin professeur à l'Ecole des mines de Mons, légua sa fortune à la ville de Mons en demandant en échange que celle-ci bâtisse un musée pour accueillir ses diverses collections de porcelaines et de faïences. Le bâtiment fut achevé en 1913.

## Rénovation
Après plusieurs années de loyaux services, le musée eut besoin d'être rénové pour accueillir les expositions actuelles nécessitant une infrastructure plus moderne. Cette rénovation conçue par l'architecte parisien Christian Menu se termina en 2007. Depuis sa réouverture et jusqu'au 19 août 2007, le BAM a accueilli une exposition intitulée Le surréalisme en Belgique (1924-2000). D'autres expositions ont été accueillies, organisées soit par la Cellule expositions (All over Keith Haring, Rétrospective Serge Poliakof, Manières noires, Tal Coat...), soit par la Conservation (Valorisations numériques, Sous bénéfice d'inventaire I: la Mort, seule certitude?).
Le BAM - Beaux-Arts Mons ne peut plus porter le titre de musée. En effet, pour bénéficier de sa rénovation, il s'est inscrit dans un programme de la Communauté française. La condition était de le transformer en espace culturel modulable et non exclusivement en musée. C'est pourquoi, outre les expositions, il peut accueillir plusieurs autres manifestations (colloques, séminaires, réceptions).
Le service de la Culture de la Ville de Mons anime plusieurs autres lieux d'exposition dont le BAM est le centre administratif :
- Le Musée des beaux-arts lui-même (le « BAM » stricto sensu).
- La Machine à Eau
- Les anciens abattoirs
- La salle Saint-Georges
- La Maison Van Gogh (Cuesmes)
- Le beffroi
- Le Mont de Piété
- Les minières néolithiques de Spiennes
- La maison Jean Lescarts
- Le Musée des arts décoratifs François Duesberg (auto-géré)

L'ensemble de ces rénovations, qui ont débouché en 2007-2008 sur un ambitieux programme d'expositions, a véritablement donné un nouvel essor culturel à la Ville de Mons.

## Galerie

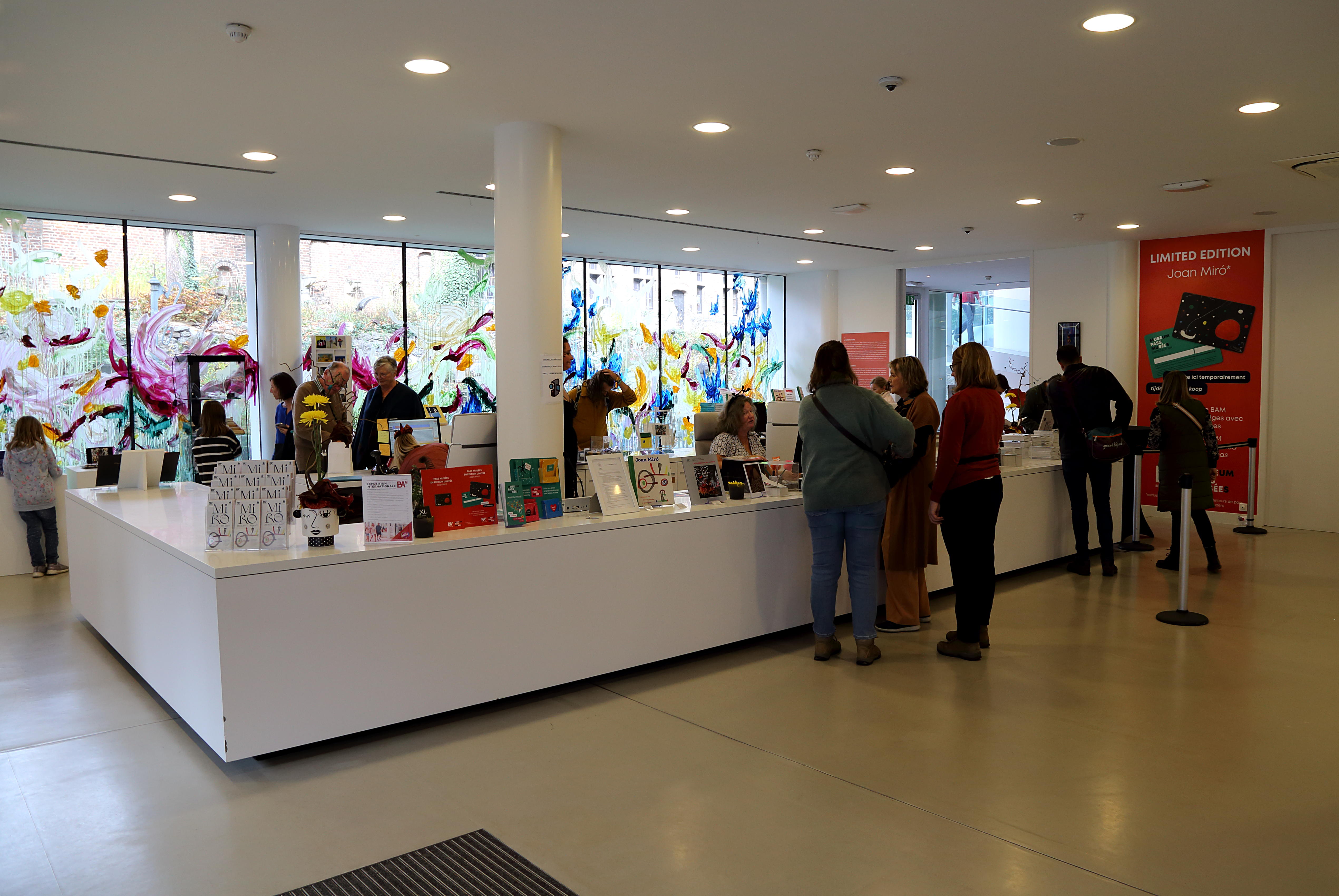
Le hall d'entrée.
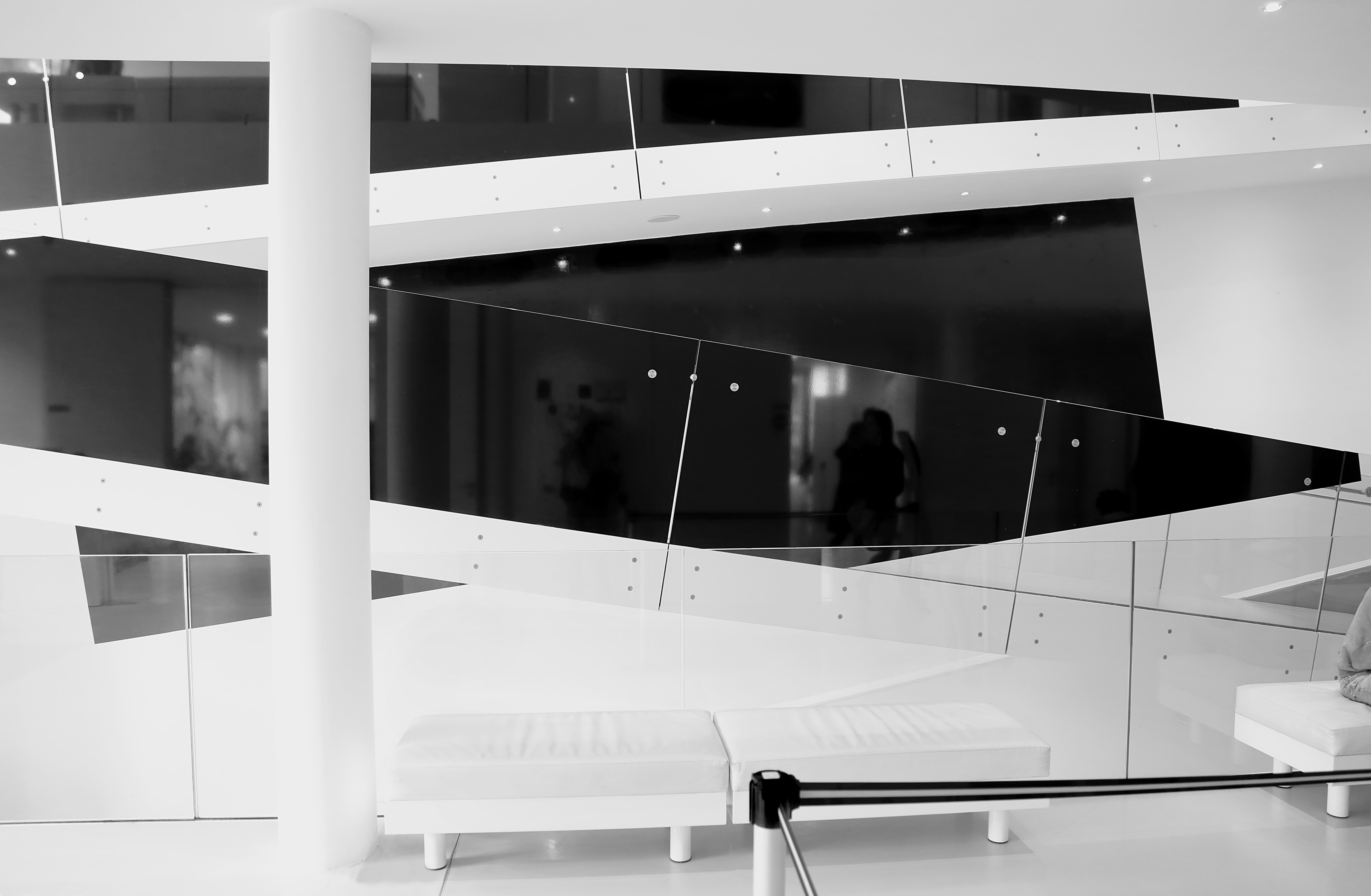
Les travées du bam.